# Bệnh nấm phổi gia cầm
Bệnh nấm phổi gia cầm (Tiếng Anh là Avium Aspergillosis) là một bệnh truyền nhiễm xảy ra ở các loài gia cầm và chim, biểu hiện đặc trưng của bệnh là hình thành những khối u nấm màu vàng xám ở phổi, hình thành các túi hơi, từ đó làm cho vật nuôi rối loạn hô hấp và chết với tỷ lệ cao.
Trong tất cả các loài gia cầm thì vịt và ngỗng là giống dễ mắc bệnh nhất rồi đến gà tây và ít hơn là gà và gà sao. Bệnh sảy ra trên tất cả các lứa tuổi, nhưng mẫn cảm nhất là gia cầm non 1 - 3 tuần tuổi, gia cầm trưởng thành thường mắc bệnh ở thể mãn tính.

## Lịch sử
Bệnh nấm phổi trên gia cầm được phát hiện lần đầu tiên ở Đức vào năm 1815. Ngày nay, bệnh được phát hiện khắp nơi trên thế giới.

## Nguyên nhân
Bệnh do nấm Aspergillus fumigatus gây ra, các sợi nấm có đường kính 3 - 4 micro met. Các bào tử nấm có hình tròn được xếp thành chuỗi, có sức đề kháng cao với nhiệt độ và hóa chất. Muốn diệt được nấm cần phải hấp khô 120 độ C trong vòng 1 giờ, hoặc đun sôi 100 độ C trong thời gian 5 phút; nếu dùng hóa chất thì dùng ở nồng độ cao (2,5% với formol hoặc axít Salixylic).

## Triệu chứng
Khi gia cầm mắc bệnh có biểu hiện ủ rũ, kém ăn, khó thở, ho, phải ngồi để thở, đặc biệt không nghe tiếng khò khè, chảy nước mũi như ở một số bệnh đường hô hấp khác (IB, LTI, CRD,...). Gà lờ đờ, chân khô, cơ thể gầy. Trong chăn nuôi tập trung, bệnh thường lây lan đồng loạt và gà chết ngay sau 1-2 ngày ở gia cầm non từ 1 đến 2 tuần tuổi. Thể bệnh mãn tính thường thấy ở gia cầm trưởng thành, viêm đường hô hấp điển hình kéo dài. Gia cầm chết do gầy rạc và suy hô hấp.

## Bệnh tích
Khi gia cầm mắc bệnh thì phổi, màng phổi và túi khí có những hạt lấm tấm màu vàng, xanh xám có kích cỡ bằng đầu đinh ghim, hạt đỗ, bấm thấy cứng và dai, đó chính là các ổ nấm. Nhiều trường hợp, từ các ổ nấm này phát triển sang thanh quản, gan, ruột, não, thậm chí cả ở mắt. Trên túi khí và màng phúc mạc có dịch đục fibrin mủ tạo thành từng đám màu ghi vàng.

## Phòng bệnh
Luôn đảm bảo môi trường chăn nuôi sạch sẽ: nền chuồng sạch, không ẩm mốc, được phun Sulfat đồng để sát trùng; thức ăn, nguyên liệu thức ăn có phẩm chất, không mốc; thường xuyên sát trùng kho trứng, máy ấp, dụng cụ chăn nuôi bằng dung dịch formol, Sulfat đồng 1% hoặc fibrotan 2%.

## Trị bệnh
Khi phát hiện gia cầm mắc bệnh, loại thải ngay những con gầy yếu, khó thở, khô chân; trường hợp nặng, cả đàn nhiễm, phải loại cả lô gia cầm. Những con khỏi bệnh sẽ rất chậm lớn. 
Điều trị bằng Sulfat đồng 0,1% và fibrotan 0,2% pha vào nước cho uống, đồng thời bổ sung vitamin A, D kết hợp với chăm sóc nuôi dưỡng tốt để nâng cao sức đề kháng.